# Раввина, Юлия Валерьевна
Ю́лия Вале́рьевна Ра́ввина (31 мая 1980, Ленинград)  — российский писатель и драматург.

## Биография
Юлия Раввина родилась в Ленинграде. С 1997 по 2002 годы училась на Философском факультете СПбГУ. В студенческие годы начала писать свою первую книгу «Остров» (издана в 2011 году издательством «Красный матрос»). Впервые рассказ Юлии Раввиной «Сезон» был опубликован в журнале Звезда в 2010 году. В сентябре того же года состоялась премьера спектакля по её пьесе «Белые ночи». С 2010 года писатель сотрудничает с литературными журналами Санкт-Петербурга и Москвы, а также с театрами и независимыми театральными проектами Санкт-Петербурга.

## Публикации
- «Сезон» (рассказ) Журнал «Звезда», №1, 2010
- «Остров», СПб.: Красный матрос, 2011
- «В городе Клио» (рассказ) Журнал «Звезда», №8, 2011
- «Цвета» (рассказ) Журнал «Театральный мир» №11, 2012
- «Дракон» (рассказ) Журнал «Звезда», №1, 2015

## Театральные постановки
2010 — Спектакль «Белые ночи» по пьесе Юлии Раввиной, режиссёр Ксения Раввина/ Арт-объединение «Белые ночи»/ Премьера состоялась 25 сентября 2010 года на сцене Санкт-Петербургского Музея Театрального и Музыкального искусства.
Спектакль шел с 2010 по 2012 гг. на сценах Театрального музея, Литературно-мемориального музея Ф. М. Достоевского, театра «Особняк». Спектакль — лауреат XIV Международного фестиваля камерных спектаклей по произведениям Ф. М. Достоевского в г. Старая Русса в номинации «За оригинальную идею и её режиссёрское воплощение»
2011 — Спектакль «Ромео и Джульетта» по пьесе У. Шекспира (литературная адаптация Юлии Раввиной), режиссёр Галина Жданова/ Театр «На Литейном»/ Премьера состоялась 6 марта 2011 года. Спектакль — лауреат премии «Прорыв»
2012 — Моноспектакль Артура Козина «Цвета» по одноимённому рассказу Юлии Раввиной, режиссёр Ольга Мирошниченко/ Спектакль был показан в рамках перформанса «Сюрреалистический бал „Цвета“» 21 мая 2012 года
2017 — Литературно-драматический перформанс «Белла Гусарова&Юлия Раввина. LOVE COCKTAIL» по стихам Беллы Гусаровой и произведениям Юлии Раввиной, режиссёр Ольга Мирошниченко/ Лофт Проект Этажи/ Перформанс состоялся 29 января 2017 года